# Солдатка (Омская область)
Солдатка — деревня в Знаменском районе Омской области России. Входит в состав Семёновского сельского поселения.
Население 176 чел. (2010) .

## История
В 1928 г. состояла из 51 хозяйства, основное население — русские. В составе Знаменского сельсовета Знаменского района Тарского округа Сибирского края.
В соответствии с Законом Омской области от 30 июля 2004 года № 548-ОЗ «О границах и статусе муниципальных образований Омской области» деревня вошла в состав образованного муниципального образования «Семёновское сельское поселение».

## География
Солдатка находится   у оз. Имшитык, в пойме р. Иртыш и примыкает к райцентру - с. Знаменское.

## Население
| 1926 | 2002 | 2010 |
| ---- | ---- | ---- |
| 285  | ↘183 | ↘176 |

Гендерный состав
По данным Всероссийской переписи населения 2010 года в гендерной структуре населения из 176 человек мужчин — 89, женщин — 87	(50,6 и 49,4 % соответственно)
Национальный состав
В 1928 г. основное население — русские.
Согласно результатам переписи 2002 года, в национальной структуре населения русские составляли 97 % от общей численности населения в 183 чел. .